# Stanisław Pastecki
Stanisław Pastecki (ur. 12 listopada 1907 w Warszawie, zm. 24 lutego 1988 w Alhambrze) – polski hokeista, olimpijczyk.
Zawodnik Legii Warszawa, w barwach której zdobył w 1933 mistrzostwo Polski.
4 razy wystąpił w reprezentacji Polski. Był w składzie drużyny narodowej na Igrzyskach Olimpijskich w St. Moritz w 1928.